# Plectus antarcticus
Plectus antarcticus är en rundmaskart som beskrevs av De Man 1904. I den svenska databasen Dyntaxa används istället namnet Plectus murrayi. Plectus antarcticus ingår i släktet Plectus och familjen Plectidae. Arten är reproducerande i Sverige. Inga underarter finns listade i Catalogue of Life.